# 고부여자중학교
고부여자중학교는 전라북도 정읍시 고부면에 있었던 사립 중학교이다.

## 연혁
- 1979년 3월 1일 : 개교
- 2007년 2월 28일 : 폐교[1]